# プライムタイム・エミー賞 作品賞 (リミテッド・シリーズ部門)
プライムタイム・エミー賞 作品賞 (リミテッド・シリーズ部門)（Primetime Emmy Award for Outstanding Limited Series）は、プライムタイム・エミー賞の部門の一つである。その年アメリカで放送された最も優れたリミテッド・シリーズの番組5本を候補に選び、その中の1本にこの名誉が与えられる。コメディ・シリーズ部門、ドラマ・シリーズ部門と並ぶ、エミー賞の最重要部門の一つである。
リミテッド・シリーズとは、通常の番組が数年に渡りシーズンを重ねて放送されるのに対し、ワンシーズンで終了するシリーズ番組を指している。2回以上に分かれ、全放送時間は150分以上、1シーズンのみあるいはシーズン間でストーリーの連続性のないことを意図した番組がこの部門の対象となる。
この部門は以前ミニシリーズ（Miniseries）と呼ばれていた。2011年からはテレビ映画部門と1本化されミニシリーズ/テレビ映画部門となったが、2014年にふたたびテレビ映画部門賞と分離された。2015年にリミテッド・シリーズ部門 (Outstanding Limited Series) と改称された。

## 受賞と候補作
- 太字のものが受賞作品。

### 1970年代
- 1973: Tom Brown's Schooldays - PBS
  - モヒカン族の最後 - PBS
  - The Life of Leonardo da Vinci - CBS
- 1974: 刑事コロンボ スペシャル版 - NBC
  - The Blue Knight - NBC
  - 警部マクロード - NBC
- 1975: Benjamin Franklin - CBS
  - 刑事コロンボ スペシャル版 - NBC
  - 警部マクロード - NBC
- 1976: Upstairs, Downstairs - PBS
  - The Adams Chronicles - PBS
  - Jennie: Lady Randolph Churchill - PBS
  - The Law - NBC
  - リッチマン・プアマン/青春の炎 - ABC
- 1977: ルーツ - ABC
  - The Adams Chronicles - PBS
  - Captains and the Kings - NBC
  - ボヴァリー夫人 - PBS
  - The Moneychangers - NBC
- 1978: ホロコースト/戦争と家族 - NBC
  - ジャクリーン・ビセットの アンナ・カレーニナ - PBS
  - この私、クラウディウス - PBS
  - King - NBC
  - Washington: Behind Closed Doors - ABC
- 1979: ルーツ2 - ABC
  - ホワイト・ハウス - NBC
  - Blind Ambition - CBS

### 1980年代
- 1980: Edward & Mrs. Simpson - SYN
  - Disraeli: Portrait of a Romantic - PBS
  - The Duchess of Duke Street - PBS
  - The Scarlett O'Hara War - NBC
- 1981: 将軍 SHŌGUN - NBC
  - East of Eden - ABC
  - 炎の砦マサダ - ABC
  - Rumpole of the Bailey - PBS
  - ティンカー、テイラー、ソルジャー、スパイ - PBS
- 1982: マルコ・ポーロ シルクロードの冒険 - NBC
  - 華麗なる貴族 - PBS
  - Flickers - PBS
  - Oppenheimer - PBS
  - A Town Like Alice - PBS
- 1983: The Life and Adventures of Nicholas Nickleby - SYN
  - スマイリーと仲間たち - SYN
  - The Thorn Birds - ABC
  - To Serve Them All My Days - CBS
  - 戦争の嵐 - CBS
- 1984: Concealed Enemies - PBS
  - 警察署長 - CBS
  - George Washington - CBS
  - Masterpiece Theatre: Nancy Astor - PBS
  - スパイ・エース - PBS
- 1985: The Jewel in the Crown - PBS
  - Ellis Island - CBS
  - Robert Kennedy & His Times - CBS
  - SPACE/宇宙への旅立ち - CBS
  - 炎のエマ - OPT
- 1986: 愛と戦いの日々 ロマノフ王朝 大帝ピョートルの生涯 - NBC
  - Dress Gray - NBC
  - The Long Hot Summer - NBC
  - Lord Mountbatten: The Last Viceroy - PBS
  - 鷲の翼に乗って - NBC
- 1987: A Year in the Life - NBC
  - アナスタシア/光・ゆらめいて - NBC
  - Nutcracker: Money, Madness & Murder - NBC
  - アウト・オン・ア・リム/自分探しの旅 - ABC
  - The Two Mrs. Grenvilles - NBC
- 1988: 七十年目の審判 - NBC
  - Baby M - ABC
  - ビリオネア・クラブ - NBC
  - 狙撃者/ボーン・アイデンティティ - ABC
  - Gore Vidal's Lincoln - NBC
- 1989: 戦争の黙示録 - ABC
  - I Know My First Name is Steven - NBC
  - ロンサム・ダブ - CBS
  - A Perfect Spy - PBS
  - The Women of Brewster Place - ABC

### 1990年代
- 1990: Drug Wars: The Camarena Story - NBC
  - Blind Faith - NBC
  - シークレット・サブマリン - CBS
  - 若き日のJFK - ABC
  - ファラ・フォーセット/薔薇の秘密 - ABC
- 1991: 裁かれた壁〜アメリカ・平等への闘い〜 - ABC
  - デコレーション・デイ/30年目の勲章 - NBC
  - 裸の女王-ジョセフィン・ベイカー・ストーリー - HBO
  - パリス・トラウト/静かなる狂気 - Showtime
  - 潮風のサラ - CBS
  - フォーエバー・ファミリー/愛は運命を超えて - NBC
- 1992: ジャクリーン/ケネディが愛した女 - NBC
  - 立証責任 - ABC
  - Cruel Doubt - NBC
  - Drug Wars: The Cocaine Cartel - NBC
  - In a Child's Name - CBS
- 1993: 第一容疑者 シリーズ2 - PBS
  - Alex Haley's Queen - CBS
  - Family Pictures - ABC
  - The Jacksons: An American Dream - ABC
  - フランク・シナトラ/ザ・グレイテスト・ストーリー - CBS
- 1994: 第一容疑者 シリーズ3 - PBS
  - Oldest Living Confederate Widow Tells All - CBS
  - ザ・スタンド - ABC
  - Tales of the City - PBS
  - World War II: When Lions Roared - NBC
- 1995: Joseph - TNT
  - バッファロー・ガールズ - CBS
  - Children of the Dust - CBS
  - Martin Chuzzlewit - PBS
  - ベス/愛の軌跡 - NBC
- 1996: ガリバー/小人の国・大人の国 - NBC
  - Andersonville - TNT
  - Hiroshima - Showtime
  - 十戒 - TNT
  - 高慢と偏見 - A&E
- 1997: 第一容疑者 シリーズ5 - PBS
  - 冷血 - CBS
  - ラストドン - CBS
  - オデュッセイア - NBC
  - シャイニング - ABC
- 1998: フロム・ジ・アース/人類、月に立つ - HBO
  - ジョージ・ウォレス/アラバマの反逆者 - TNT
  - エクスカリバー 聖剣伝説 - NBC
  - モビー・ディック - USAネットワーク
  - More Tales of the City - Showtime
- 1999: ホーンブロワー 海の勇者 - A&E
  - 大いなる遺産 - PBS
  - ヴァージン・ブレイド ジャンヌ・ダルクの真実 - CBS
  - The '60s - NBC
  - The Temptations - NBC

### 2000年代
- 2000: The Corner - HBO
  - Arabian Nights - ABC
  - The Beach Boys: An American Family - ABC
  - JESUS 奇蹟の生涯 - CBS
  - P.T. Barnum - A&E
- 2001: Anne Frank: The Whole Story - ABC
  - Further Tales of the City - Showtime
  - ホーンブロワー 海の勇者 - A&E
  - ジュディ・ガーランド物語 - ABC
  - ニュルンベルク軍事裁判 - TNT
- 2002: バンド・オブ・ブラザース - HBO
  - ダイノトピア - ABC
  - アヴァロンの霧 - TNT
  - シャクルトン 南極海からの脱出 - A&E
- 2003: TAKEN - Sci Fi
  - ヒットラー - CBS
  - キング・オブ・キングス - A&E
- 2004: エンジェルス・イン・アメリカ - HBO
  - American Family: Journey of Dreams - PBS
  - ホーンブロワー 海の勇者 - A&E
  - 第一容疑者 シリーズ6 - PBS
  - Traffic - USAネットワーク
- 2005: ロスト・プリンス　〜悲劇の英国プリンス物語〜 - PBS
  - 4400 未知からの生還者 - USAネットワーク
  - ELVIS エルヴィス - CBS
  - 追憶の街 エンパイア・フォールズ - HBO
- 2006: エリザベス1世 〜愛と陰謀の王宮〜 - HBO
  - Bleak House - PBS
  - INTO THE WEST イントゥー・ザ・ウエスト - TNT
  - Sleeper Cell - Showtime
- 2007: ブロークン・トレイル 遥かなる旅路 - AMC
  - 第一容疑者 シリーズ7 - PBS
  - スターター・ワイフ - USAネットワーク
- 2008: John Adams - HBO
  - アンドロメダ・ストレイン - A&E
  - Cranford - PBS
  - アウター・ゾーン - Sci Fi
- 2009: リトル・ドリット - PBS
  - ジェネレーション・キル 兵士たちのイラク戦争 - HBO

### 2010年代
- 2010: ザ・パシフィック - HBO
  - Return to Cranford - PBS
- 2011: ダウントン・アビー - PBS
  - Cinema Verite (テレビ映画) - HBO
  - ケネディ家の人びと - Reelz（英語版）
  - ミルドレッド・ピアース 幸せの代償 - HBO
  - ダークエイジ・ロマン 大聖堂 - Starz
  - Too Big to Fail (テレビ映画) - HBO
- 2012: ゲーム・チェンジ 大統領選を駆け抜けた女 (テレビ映画) - HBO
  - アメリカン・ホラー・ストーリー: 呪いの館 - FX
  - 宿敵 因縁のハットフィールド＆マッコイ - ヒストリー
  - 私が愛したヘミングウェイ (テレビ映画) - HBO
  - 刑事ジョン・ルーサー - BBC
  - SHERLOCK: ベルグレービアの醜聞 - PBS
- 2013: 恋するリベラーチェ (テレビ映画) - HBO
  - アメリカン・ホラー・ストーリー: 精神科病棟 - FX
  - THE BIBLE～選ばれし者たちの歴史物語～ - ヒストリー
  - Phil Spector (テレビ映画) - HBO
  - ポリティカル・アニマルズ - USA
  - トップ・オブ・ザ・レイク～消えた少女 - Sundance Channel（英語版）
- 2014: FARGO/ファーゴ - FX
  - アメリカン・ホラー・ストーリー: 魔女団 - FX
  - Bonnie & Clyde - ライフタイム
  - 刑事ジョン・ルーサー - BBC
  - Treme - HBO
  - The White Queen - Starz
- 2015: オリーヴ・キタリッジ - HBO
  - アメリカン・クライム - ABC
  - アメリカン・ホラー・ストーリー: 怪奇劇場 - FX
  - The Honourable Woman - Sundance TV（英語版）
  - ウルフ・ホール - BBC
- 2016: アメリカン・クライム・ストーリー/O・J・シンプソン事件 - FX
  - アメリカン・クライム - ABC
  - FARGO/ファーゴ - FX
  - ナイト・マネジャー - AMC
  - Roots - ヒストリー
- 2017: ビッグ・リトル・ライズ - HBO
  - FARGO/ファーゴ - FX
  - フュード/確執 ベティ vs ジョーン - FX
  - ジーニアス:世紀の天才 アインシュタイン - ナショナルジオグラフィック
  - ナイト・オブ・キリング 失われた記憶 - HBO
- 2018: アメリカン・クライム・ストーリー/ヴェルサーチ暗殺 - FX
  - エイリアニスト - TNT
  - ジーニアス:ピカソ - ナショナルジオグラフィック
  - ゴッドレス -神の消えた町- - Netflix
  - パトリック・メルローズ - Showtime
- 2019: チェルノブイリ - HBO
  - Escape st Dannemora - Showtime
  - Fosse/Verdon - FX
  - シャープ・オブジェクツ - HBO
  - ボクらを見る目 - Netflix

### 2020年代
- 2020: ウォッチメン - HBO
  - リトル・ファイアー〜彼女たちの秘密 - Hulu
  - Mrs. America（英語版） - FX
  - アンビリーバブル たった1つの真実 - Netflix
  - アンオーソドックス - Netflix
- 2021: クイーンズ・ギャンビット - Netflix
- 2022: ホワイト・ロータス/諸事情だらけのリゾート - HBO
  - 地下鉄道　自由への旅路（英語版） - Amazon Prime Video
  - I May Destroy You（英語版） - HBO
  - ワンダヴィジョン - Disney+
- ホワイト・ロータス/諸事情だらけのリゾート - HBO
  - Dopesick - Hulu
  - The Dropout - Hulu
  - Inventing Anna - Netflix
  - Pam & Tommy - Hulu
- 2023:BEEF／ビーフ（英語版） - Netflix
  - ダーマー モンスター：ジェフリー・ダーマーの物語 - Netflix
  - デイジー・ジョーンズ・アンド・ザ・シックスがマジで最高だった頃 - Amazon Prime Video
  - バツイチ男の大ピンチ! - Disney+
- オビ＝ワン・ケノービ - Disney+
- 2024:私のトナカイちゃん（英語版） - Netflix
  - ファーゴ シーズン5- FX
  - レッスン in ケミストリー（英語版）- Apple TV+
  - Ripley - Netflix
  - TRUE DETECTIVE シーズン4 - HBO